# Ciliella epidendri
Ciliella epidendri är en svampart som först beskrevs av Rehm, och fick sitt nu gällande namn av Sacc. & P. Syd. 1902. Ciliella epidendri ingår i släktet Ciliella, ordningen disksvampar, klassen Leotiomycetes, divisionen sporsäcksvampar och riket svampar.   Inga underarter finns listade i Catalogue of Life.